# Amâncio Friaça
Amâncio Cesar Santos Friaça, nascido em São Paulo, é um astrofísico brasileiro, especialista em cosmologia e astrobiologia. Por seu trabalho em divulgação científica, recebeu o Prêmio Jabuti em 2001 na categoria Ciências da Natureza pelo livro Astronomia, uma visão geral do Universo (EDUSP, 2001).

## Biografia e carreira
Formou-se bacharel em física pela Universidade de São Paulo em 1976. O doutoramento em astronomia ocorreu em 1989 e a livre docência ocorreu no ano 2000, também pela USP.

## Artigos Principais
Co-autor em diversos papers de pesquisa em astrofísica, destacam-se:
Couple spheroid and black hole formation, and the multifrequency detectability of active galactic nuclei and submillimetre sources (em inglês).
On the Detectability of the SZ Effect of Massive Young Galaxies (em inglês).